# Il commissario Claudius Zorn
Il commissario Claudius Zorn (Zorn) è una serie televisiva tedesca basata sui romanzi di Stephan Ludwig, ambientati nella città di Halle. È stata trasmessa dall'8 maggio 2014 al 1º giugno 2017 sul canale ARD.
La serie è formata da episodi in formato di film per la televisione.
In Italia, il secondo e il terzo episodio sono andati in onda il 13 ed il 20 agosto 2018 su Canale 5, mentre il quarto e quinto episodio sono andati in onda il 16 e 23 gennaio 2020 su Top Crime. Il primo episodio è ancora inedito.

## Episodi
| Stagione | Titolo originale              | Titolo italiano                                     | Prima TV Germania | Prima TV Italia |
| -------- | ----------------------------- | --------------------------------------------------- | ----------------- | --------------- |
| 1        | Zorn – Tod und Regen          |                                                     | 8 maggio 2014     | inedito         |
| 2        | Zorn – Vom Lieben und Sterben | Il commissario Claudius Zorn - L'innocenza tradita  | 16 aprile 2015    | 13 agosto 2018  |
| 3        | Zorn – Wo kein Licht          | Il commissario Claudius Zorn - Senza luce           | 5 novembre 2015   | 20 agosto 2018  |
| 4        | Zorn – Wie sie töten          | Il commissario Claudius Zorn - L'angelo della morte | 14 aprile 2016    | 16 gennaio 2020 |
| 5        | Zorn – Kalter Rauch           | Il commissario Claudius Zorn - La donna di paglia   | 1º giugno 2017    | 23 gennaio 2020 |